# Escándalo (telenovela)
Escándalo es una telenovela peruana producida por Iguana Producciones y Frecuencia Latina, emitida por la cadena Frecuencia Latina en 1997. Está protagonizada por Lorena Meritano y Christian Meier, y cuenta con las participaciones antagónicas de Leslie Stewart y Salvador del Solar.

## Sinopsis
Susana Solís (Lorena Meritano) es una muchacha humilde y tierna que ha trabajado mucho en Piura, su pueblo natal. Escapando de su tía, que intenta prostituirla, Susana llega a Lima con la ayuda de un fotógrafo que trabaja en un importante diario limeño que en ese momento organiza un concurso de belleza. 
La joven es descubierta como modelo, carrera con la que triunfa y es coronada como "Miss Pacífico" en Perú, pero se enfrenta a la frivolidad del mundo de la moda, así como a envidias y prejuicios.
Posteriormente, Susana conoce a Álvaro Dupont (Christian Meier), el hijo menor del reconocido empresario Andrés Dupont (Fernando de Soria). Los dos se enamoran y caen rendidos a una pasión indomable sin poder evitar un escándalo.

## Reparto

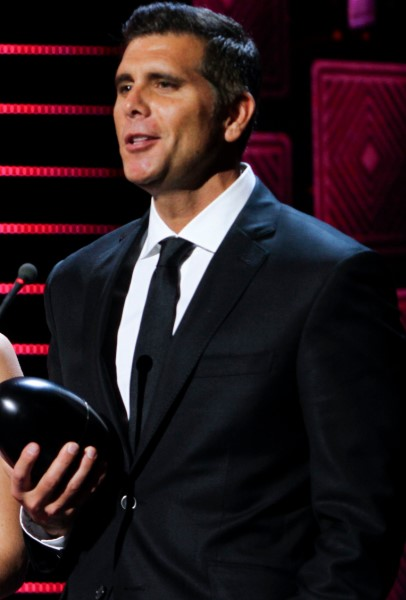
Christian Meier es Álvaro Dupont.
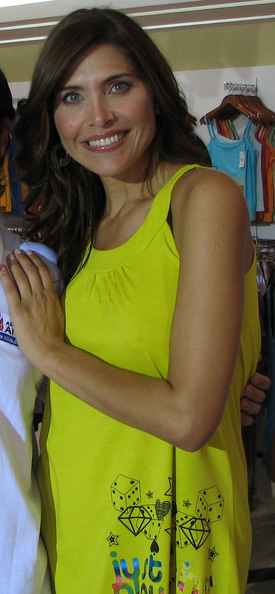
Lorena Meritano es Susana Solís.

### Principales
- Christian Meier como Álvaro Dupont
- Lorena Meritano como Susana Solís / Susana Miranda
- Sonia Oquendo como Teresa Dupont
- Fernando de Soria como Andrés Dupont
- Roberto Mateos como Alfonso de la Rocha
- Gianella Neyra como Natalia Massini
- Katia Condos como Melissa Alberti de la Rocha
- Salvador del Solar como Eduardo «Lalo» Dupont
- Hernán Romero como Rodolfo Maguiña
- Jaime Lértora como Reynaldo Villalón
- Leslie Stewart como Ana Rosa Velarde
- Jorge García Bustamante como Rubén Carrillo
- Norma Martínez como Malena Navarro
- Lourdes Berninzon como Carmen Bowmann
- Isabel Duval como Amelia Solís Romero
- Elvira de la Puente como Cucha de Velarde
- Carla Barzotti como Jossie de la Jara
- Hugo Salazar como Felipe Frisancho
- Francisco "Paco" Varela como Humberto Páez
- Arturo Pomar Jr. como Tirifilo
- César Ritter como Toñito
- Sergio Galliani como Héctor Massini
- David Elkin como Gustavo Massini
- Úrsula Verastegui como Maribel Saco-Vértiz
- Mónica Sáenz como Janina
- Andrea Montenegro como Nadia Ferecho
- Thalía Ibañez como Clarita Saavedra
- Belinda Figueroa como Nuria Goycochea
- Karla Rada como Raquel
- Sofía Rocha como Larissa
- Tania Guzinsky como Tanya Ray
- Ayling Kocciu como Eileen

### Recurrentes
- Daniela Sarfati como Mimi Dupont
- Tatiana Astengo como Gloria
- Javier Delgiudice como Lucas Olson
- Lourdes Mindreau como Mirta
- Kathy Serrano como Jeni
- Ana María Jordán como Maruch
- Jesús Delaveaux como Carlos Bernales

## Banda sonora
- «Nightmare» – Paul Oakenfold
- «Carreteras mojadas» – Christian Meier
- «Miente» – Enrique Iglesias

## Premios
| Año  | Premio        | Categoría                  | Nominación a    | Resultado |
| ---- | ------------- | -------------------------- | --------------- | --------- |
| 1999 | Palmas de Oro | Mejor actriz internacional | Lorena Meritano | Ganadora  |
| 2000 | Sol de Oro    | Mejor actriz estelar       | Lorena Meritano | Ganadora  |

## Versiones
- Venevisión en coproducción con Iguana producciones y Antena Latina realizaron el remake de esta telenovela titulado Tropico protagonizada por Scarlet Ortiz y Victor Gonzalez en el 2007.